# John Pulman
John Pulman, född 12 december 1923, död 25 december 1998, var en professionell engelsk snookerspelare. Han var den dominerande spelaren i världen under 1960-talet, en tid då snookern var en ganska liten sport utan stora sponsorer och prispengar, och med bara ett fåtal professionella spelare.
Något VM i snooker hade inte hållits sedan 1952, men återinfördes 1964, då i ett format likt boxningens, med utmanarmatcher om titeln. Pulman och Fred Davis, yngre bror till Joe Davis, spelade om världsmästartiteln. Pulman vann, och försvarade sedan sin titel i ytterligare sex raka utmanarmatcher under 60-talet, varav två mot Fred Davis, två mot Rex Williams, och en vardera mot Eddie Charlton och Fred van Rensburg.
Pulman förblev obesegrad under denna era av snooker-VM, men när man 1969 återgick till formatet med utslagsturnering, förlorade Pulman i första omgången mot den blivande världsmästaren John Spencer. Denna turnering anses allmänt som början på snookerns "moderna era".
Pulman var dock fortfarande att räkna med, och gick till final året därpå, 1970, men förlorade där mot 1970-talets snookergigant, Ray Reardon, med 33-37. Innan Pulman avslutade sin professionella karriär 1982 hann han vara med om VM:s flytt till The Crucible Theatre, där Pulman gjorde sitt sista framträdande i VM 1980. Han jobbade därefter under några år som snookerkommentator på ITV.
Pulman dog på juldagen 1998, efter att ha skadat sig då han föll illa i sitt hem.

## Titlar
- VM - 1964 (2 gånger), 1965 (3 gånger), 1966, 1968
- World Matchplay - 1957
- News of the World Tournament - 1954, 1957